# فرقة نيتف دين
نيتف دين (بالإنكليزية Native Deen) بالعربية (دين الفطرة ) وهي فرقة إسلامية أمريكية موسيقية للراب في واشنطن العاصمة، الولايات المتحدة الأمريكية.

## أعضاء الفرقة
تتكون هذه الفرقة من ثلاثة أعضاء من الأمريكان المسلمين ذوي الاصول الأفريقية، حيث ولدو ونشأو في الولايات المتحدة، هم جوشوا سلام ونعيم محمد وعبد الملك احمد الذي نشأ في واشنطن العاصمة، تعتبر موسيقاهم مصدر إلهام للشباب الأمريكي المسلم.

## الخلفية
نيتف دين (بالإنكليزية Native Deen) والتي تعني (دين الفطرة) أو الدين الاصيل، أو الدين الصحيح الفطري، وهو أيضا الفكر والمنهج الذي يسير عليه الناس، ان تكون مسلما يعني الكثير من الأفعال، من ضمنها - حسب ما يقول أعضاء الفرقة- نصرة الدين بالإنشاد الهادف، أو الغناء الهادف، الذي يلهم الشباب الأمريكي المسلم على الثبات في وسط المغريات الكثيرة في الحياة الأمريكية ، وكذلك يشرح التسامح في الدين الإسلامي، وعند المسلمين في أمريكا،

## البومات الفرقة ونشاطاتها
للفرقة العديد من النشاطات الغنائية في الولايات المتحدة، فهي تحيي حفلات الأعراس الإسلامية، وحفلات جمع التبرعات، والحفلات الخيرية، وحفلات عيد الاضحى المبارك وعيد الفطر المبارك، كما ان للفرقة ثلاثة البومات إلى الآن وهي:
1. Night of Remembrance ليلة الذكرى عام (2004)
2. Deen You Know الدين الذي تعرف عام (2005)
3. Not Afraid to Stand Alone لا اخاف ان اقف وحيدا عام (2007)

## وصلات خارجية
- فرقة نيتف دين على موقع ميوزك برينز (الإنجليزية)
- موقع الفرقة الرسمي
- مجموعة من الصور لفرقة نيتف دين